# Кирток, Николай Наумович
Николай Наумович Кирток (6 декабря 1920, с. Мариновка, Доманёвский район, Николаевская область, Украинская ССР — 25 сентября 2022, Москва, Россия) — советский лётчик-штурмовик, Герой Советского Союза (27.06.1945). Полковник.

## Биография
Родился 6 декабря 1920 года в селе Мариновка Доманевского района Николаевской области в крестьянской семье. Украинец.
С детства жил в Одессе. Окончил девять классов школу и школу ФЗУ. Работал стропальщиком и слесарем на Одесском заводе сельскохозяйственного машиностроения имени Октябрьской Революции. С 1938 года одновременно учился в Одесском аэроклубе.
В 1939 году был призван в ряды Красной Армии. После начала войны в октябре 1941 года вместе с авиашколой был эвакуирован в город Джизак Узбекской ССР. В 1942 году окончил Тамбовскую военно-авиационную школу пилотов. Служил в 43-м запасном авиационном полку 1-й запасной авиационной бригады.
В боях Великой Отечественной войны с июля 1943 года. Воевал на штурмовике Ил-2 в составе 2-й и 5-й воздушных армий Степного, 1-го Украинского и 2-го Украинского фронтов. Член ВКП(б)/КПСС с 1943 года.
Сначала воевал в должностях лётчика, командира звена 66-го штурмового авиационного полка и 140-го гвардейского штурмового авиационного полка. В октябре 1944 года переведён командиром эскадрильи в 143-й гвардейский штурмовой авиационный полк. Боевое крещение принял в Курской битве. Затем участвовал в битве за Днепр, в Днепровско-Карпатской, Львовско-Сандомирской и Висло-Одерской наступательных операциях.
Особенно отличился Н. Н. Кирток в Берлинской наступательной операции. 24 апреля 1945 года он дважды водил группы «Илов» на уничтожение артиллерийских и миномётных батарей противника на юго-западной окраине Берлина. Метким бомбовым ударом, пушечно-пулемётным огнём и ракетами шесть «Илов» создали 3 сильных взрыва, 4 очага пожара и подавили огонь 4 артиллерийских батарей.
За период с 27 июля 1943 года по 11 мая 1945 года Николай Кирток совершил 210 успешных боевых вылетов в условиях сильного противодействия немецкой зенитной артиллерии и истребительной авиации. На его боевом счету — 38 уничтоженных и повреждённых танков и бронетранспортёров, 54 автомашины, 7 цистерн с горючим, уничтожен железнодорожный эшелон с боеприпасами; подавлен огонь 6 батарей зенитной артиллерии. В групповых воздушных боях сбил 1 вражеский самолёт лично и 4 в группе. Свой последний боевой вылет командир эскадрильи 143-го гвардейского штурмового авиационного полка (8-я гвардейская штурмовая авиационная дивизия, 1-й гвардейский штурмовой авиационный корпус, 2-я воздушная армия, 1-й Украинский фронт) гвардии старший лейтенант Н. Н. Кирток совершил 10 мая 1945 года.
Указом Президиума Верховного Совета СССР от 27 июня 1945 года за образцовое выполнение боевых заданий командования по уничтожению живой силы и техники противника и проявленные при этом мужество и героизм гвардии старшему лейтенанту Киртоку Николаю Наумовичу присвоено звание Героя Советского Союза с вручением ордена Ленина и медали «Золотая Звезда» (№ 6579).
Гвардии капитан Н. Н. Кирток — участник исторического Парада Победы 24 июня 1945 года на Красной площади в Москве.
После войны продолжил службу в Советской Армии, командуя эскадрильей по май 1946 года, когда был направлен в академию. Окончил Военно-воздушную академию в 1951 году. Служил в Научно-испытательном институте ВВС начальником отделения тактических испытаний самолётов. С 1954 по 1976 годы служил в Главном оперативном управлении Генерального штаба Вооружённых Сил СССР. С февраля 1976 года полковник Н. Н. Кирток в запасе.
Жил в Москве. В конце 1970-х — 1980-х годах работал инженером-конструктором в ОКБ имени А. С. Яковлева.
Скончался 25 сентября 2022 года в Москве. Похоронен с воинскими почестями 28 сентября на Федеральном военном мемориальном кладбище.

## Награды
- Герой Советского Союза (27.06.1945)
- Орден Александра Невского (Россия, 7.12.2020)
- Орден Ленина (27.06.1945)
- Три ордена Красного Знамени (26.10.1943, 19.03.1944, 19.05.1945)
- Орден Александра Невского (8.03.1945)
- Два ордена Отечественной войны 1-й степени (31.10.1943, 11.03.1985)
- Орден Красной Звезды
- Орден «За службу Родине в Вооружённых Силах СССР» 3-й степени (30.04.1975)

- Ряд медалей СССР